# Grodziec (Silésie)
Pour les articles homonymes, voir Grodziec.
Grodziec est une localité polonaise de la gmina de Jasienica, située dans le powiat de Bielsko-Biała en voïvodie de Silésie.